# ホンダ・MBX
MBX（エムビーエックス）は、本田技研工業がかつて製造した原動機付自転車である。

## 概要
1979年から販売された本田技研工業としては初となる空冷2ストロークピストンリードバルブ単気筒エンジンを搭載した量産ロードスポーツモデルMBシリーズをフルモデルチェンジし、1982年から製造した第2世代となるシリーズである。
先代のMBシリーズでは排気量50cc（原付一種）クラス・80ccクラス（原付二種）のバリエーションであったが、本シリーズでは125ccクラスを新たに加えたほか、後述する変更・改良を実施しており、同時期に製造されたデュアルパーパスモデルのMTXシリーズと一部コンポーネンツを共有する。

## 車両解説
※本項ではシリーズ全般の共通事項について解説を行う。
MBシリーズで特徴的だったX型バックボーンフレームをやめ、新たに設計されたセミダブルクレードル型に搭載されるエンジンは、基本設計は踏襲するものの冷却方式を水冷化した。
サスペンションは前がテレスコピック、後ろがスイングアームで、ブレーキは前輪が油圧式2ポットキャリパーディスクブレーキ、後輪が機械式ドラムブレーキとし、ホイールは前後ともにアルミニウム製ブーメランコムスターホイール。
またバッテリーはMBシリーズの6Vから12Vへ変更された。

### 50ccモデル
内径x行程：39.0x41.4（mm）・排気量49ccのエンジンを搭載する。車体サイズを先代のMBシリーズから大型化し、燃料タンク容量も12Lまで増量した。キャスター角26°30′・トレール72mmに設定。
販売開始後に2回のマイナーチェンジを実施しているが、いずれも型式名を変更している。

#### AC03型 MBX50
1982年2月25日発表、同年3月1日発売。
イメージキャラクターには近藤真彦を起用したモデルで、搭載されるAC03E型エンジンは最高出力7.2ps/8,500rpm・最大トルク0.65㎏-m/7,500rpm。。
年間販売目標は12,000台、標準現金価格186,000円に設定された。

#### A-AC08型 MBX50
1984年4月20日発表、同月21日発売。型式名に識別記号A-が付く。
原動機付自転車の最高出力はメーカー自主規制により7.2psまでとなっていたが、法定速度が30km/hであるところ、各メーカー共に法定速度の3倍近いスピードが出るほど過剰な性能であり、ヘルメット着用が義務化されていなこともあり、交通事故多発など社会問題化したことから、最高速度を60km/hまでとする規制に対応した変更を実施した。
- 搭載エンジンは内径x行程・圧縮比はAC03E型から踏襲したAC08E型とし以下の変更を実施
  - キャブレターをPF15型からPF11型にボアを小径化
  - インレットマニフォールドに小径化したキャブレターのボアに合わせたアタッチメントを追加
  - エキゾーストマフラーにサブパイプを追加
  - その結果、最高出力5.6ps/6,500rpm・最大トルク0.63kg-m/6,000rpmにダウン。
- 常時噛合式マニュアルトランスミッションを6→5段へ変更
- 1次/2次減速比を4.117/3.615へ変更
- アンダーカウルを標準装備
- 乾燥重量が79㎏→83㎏へ増加

年間販売目標は10,000台、標準現金価格189,000円に設定された。

#### A-AC08型 MBX50F
1985年10月29日発表、同年11月1日発売。
規制対応したA-AC08型の販売が低迷したことから、型式名・エンジン型式はそのままに次の変更を実施した。
- エンジン出力、トランスミッション、最終減速比をAC03型と同等[注 5]とし点火装置に時速60km/hで作動するスピードリミッター機能を追加
- フロントビキニカウルを標準装備
- 燃料タンクは12Lから11Lに変更

年間販売目標は15,000台、標準現金価格198,000円に設定された。1987年に後継モデルのNS50Fが発売されたが、しばらく併売された。

### 80ccモデル
型式名HC04。内径x行程：49.4x41.4（mm）・排気量79㏄で最高出力12ps/9,000rpm・最大トルク0.97㎏-m/8,500rpmを発揮するHC04E型エンジンを、50㏄モデルとほぼ共通のフレームに搭載するほか、乗車定員が1→2名・キャスター角25°30′・トレール73mmとなる相違点がある。
| MBX80 INTEGRA |  | MBX80 海外向け輸出仕様 |
| MBX80 INTEGRA |  | MBX80 海外向け輸出仕様 |

また日本国内向け仕様のみとされた50㏄モデルとは異なり海外向け輸出仕様が存在しネイキッドもしくはハーフカウル装着モデルも設定されたが、日本国内向け仕様は車名をMBX80 INTEGRAのペットネームを持つフルカウル装着モデルとし、1983年6月21日発表、同月22日発売。年間販売目標は3,000台、標準現金価格228,000円に設定された。

### 125ccモデル

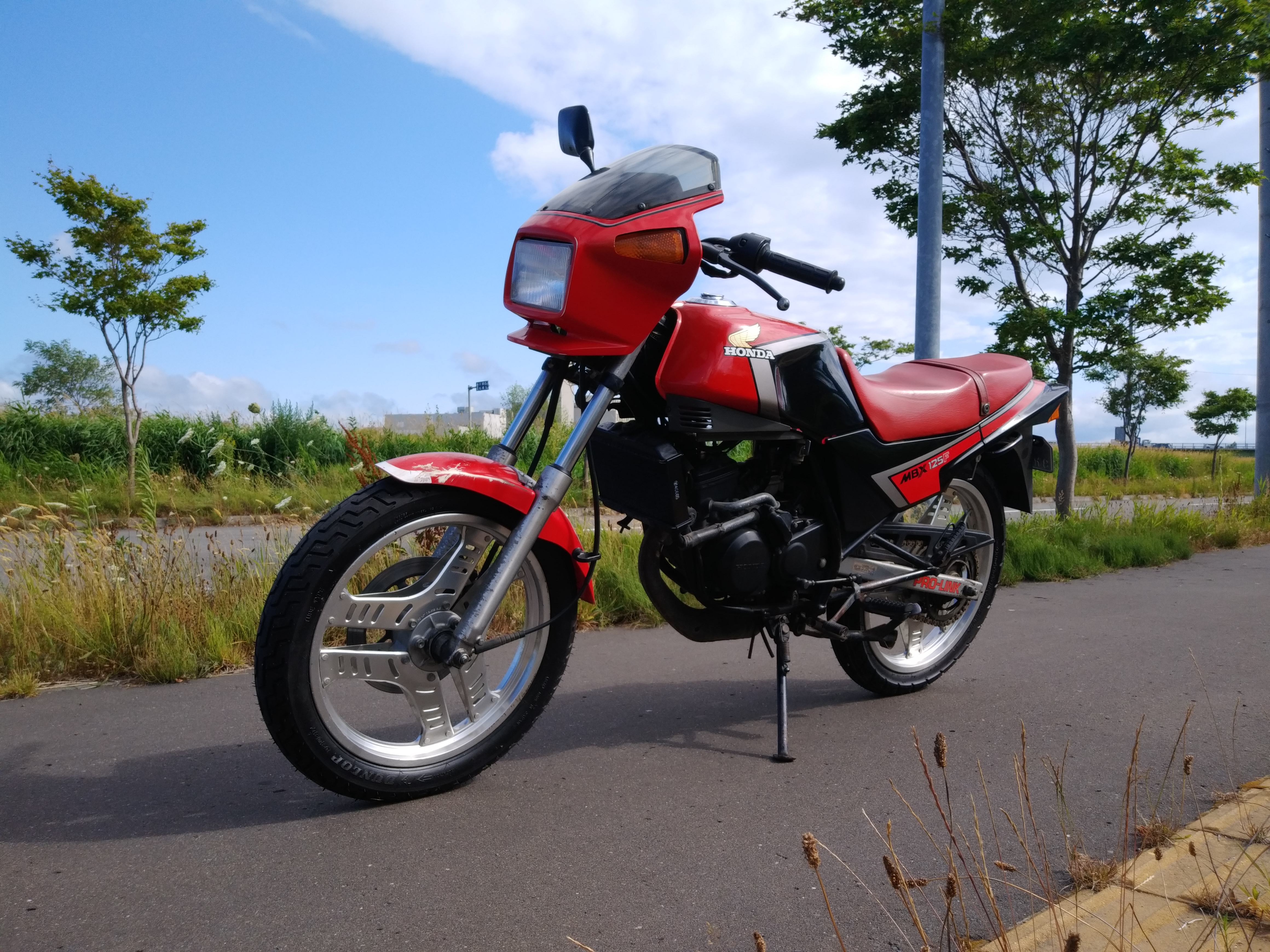
ホンダMBX125f

型式名JC10。MBX125Fの車名で1983年3月17日発表、同月18日発売。フレームはセミダブルクレードル。前輪は16インチ、燃料タンクは13L。ビキニカウルはウインカーをビルドインしMVX250Fと共通デザインとなっている。
搭載されるエンジンは内径x行程：56.0x50.6（mm）・排気量124ccのJC10E型で、排気系にATACを装着し、サイレンサー別体のマフラーチャンバーを装着。最高出力は22ps/9,000rpm、最大トルク1.8kg-m/8,500rpm。
サスペンションはフロントフォーク径を31mmへ拡大したほか、キャスター角26°30′・トレール87mmに設定。乾燥重量は96kgである。
海外仕様も製造されたが、日本国内年間販売目標は12,000台、標準販売価格は279,000円に設定された。
1987年にイタリア現地法人のホンダ・イタリア・インダストリアーレ（HONDA ITALIA INDUSTRIALE S.P.A.）が製造するNS125Rが500台限定で販売された際にも継続して併売されたが、1988年に販売終了した。